# آب‌جوی سیه‌فام
آب‌جوی سیه‌فام (نام علمی: Cinclodes antarcticus)، یک پرنده گنجشک‌سان نزدیک تهدید در زیر خانواده تنورمرغیان (Furnariinae) از خانواده تنورغان (Furnariidae) است که در آرژانتین، شیلی و جزایر فالکلند یافت می‌شود، جایی که به عنوان پرنده توساک یا توساک‌مرغ شناخته می‌شود.